# Osteopènia
L'osteopènia és una disminució en la densitat mineral òssia que pot ser una condició precursora de l'osteoporosi. No obstant això, no tothom a qui li hagin diagnosticat osteopènia desenvoluparà osteoporosi. Més específicament, l'osteopènia es defineix com el:
- T score menor de -1,0 i major de -2,5

Com l'osteoporosi, succeeix més sovint en dones postmenopàusiques, com a resultat de la pèrdua d'estrogen. I es pot exacerbar per factors derivats de l'estil de vida, com ara la manca d'exercici, l'excés en el consum d'alcohol, el fet de fumar i l'ús prolongat de medicació glucocorticoide, com la prescrita per a l'asma.
La malaltia es pot presentar en dones joves practicants de disciplines atlètiques i està associada amb la síndrome de la tríada d'atleta femenina, de la qual és un dels tres components; els altres dos són l'amenorrea i els trastorns de comportament alimentari. Les atletes solen tenir un pes corporal baix, un percentatge baix de greixos i una major incidència de l'asma que les persones menys actives. Els nivells baixos d'estrògens (que s'emmagatzemen a la zona del greix) i/o l'ús de glucocorticoides per a l'asma poden debilitar significativament els ossos en un període llarg. És significatiu el cas de les corredores de distància, que durant els entrenaments no consumeixen productes lactis, per la qual cosa tenen una absorció de calci molt més baixa que altres grups de població.
És també un signe normal de l'envelliment humà, mentre que l'osteoporosi es presenta en l'envelliment patològic.